# Тарасов, Валерий Васильевич (физик)
Вале́рий Васи́льевич Тара́сов (род. 13 мая 1938, Сталинград) — советский и российский физик и химик.

## Биография
Родился 13 мая 1938 года в Сталинграде. Сын физика Тарасова Василия Васильевича — лауреата Сталинской премии.
С 1942 года жил с матерью на ст. Калмык, в 1947—1953 годах — в Кишинёве, затем снова в Сталинграде.
В 16-летнем возрасте поступил на физико-химический факультет МХТИ, который окончил в 1959 году.
Работал на заводе почтовый ящик № 125 (завод Полиметаллов) в д. Беляево (ныне в черте Москвы). Занимался получением оксида гафния для стержней управления и защиты (СУЗ) транспортных атомных реакторов, по его проекту была построена цеховая установка.
В 1961—1966 технолог и зам начальника цеха.
С 1966 года на научно-преподавательской работе в МХТИ. Старший научный сотрудник (1972—1976), доцент (1976—1981), профессор (1983).
Кандидат химических наук (1969, тема диссертации «Кинетика экстракции циркония ди-2-этилгексилфосфорной кислотой»). Доктор наук (1981 — «Поверхностные явления и кинетика экстракции неорганических веществ»).
Читал в МХТИ курсы лекций «Методы физико-химического контроля в технологии редких и радиоактивных элементов» (1973—1975), «Кинетика экстракции и поверхностные явления» (1975—1984), «Экологический мониторинг» (с 1986).
В 1984-1986 годы работал на Кубе в университете Орьенте (в городе Сантьяго-де-Куба) и Гаванском университете, читал на испанском языке лекции «Основы жидкостной экстракции (избранные главы)» и «Переработка руд месторождения Пинар дель Рио».
В 1989—2004 зав. кафедрой промышленной экологии (сменил в этой должности профессора Г. А. Ягодина).

## Сочинения
Автор 345 научных работ (в том числе 5 монографий и 5 обзоров), а также 23 изобретений.
- Г. А. Ягодин, С. З. Коган, В. В. Тарасов и др. Основы жидкостной экстракции. М.: Химия. 1981. 399 с. (Монография).
- В. В. Тарасов, Г. А. Ягодин, А. А. Пичугин. Кинетика экстракции неорганических веществ. Итого науки и техники. Неорганическая химия. Т. 11, ГКНТ и АН СССР, М.: ВИНИТИ, 1884. 170 С. (Монография).

## Художественные произведения
Издал две книги стихов: «Полынь» и «Зарницы», автор повестей и рассказов (под псевдонимом Валери Таразо).

## Награды
- Премия Совета Министров СССР (1986) — за разработку аппаратуры для экстракционного извлечения урана
- Премия Д. И. Менделеева (1984) за работы в области кинетики экстракции
- Премия Президента Российской Федерации в области образования (2001)[1]